# Robeisy Ramírez
Robeisy Eloy Ramírez Carrazana (Guantánamo, 20 december 1993) is een Cubaans bokser. Hij werd olympisch kampioen in de vlieggewichtklasse op de Olympische Spelen van 2012 en won 4 jaar later het goud in de bantamgewichtklasse op de Olympische Spelen van 2016. Op 1 april 2023 werd hij wereldkampioen vedergewicht bij de World Boxing Organization.

## Erelijst

### Olympische Spelen
- 2012 in Londen, Verenigd Koninkrijk (–52 kg)
- 2016 in Rio de Janeiro, Brazilië (–56 kg)

### Olympische Jeugdspelen
- 2010 in Singapore (–54 kg)

### Pan-Amerikaanse Spelen
- 2011 in Guadalajara, Mexico (–52 kg)

1904: George Finnegan ·
1920: Frankie Genaro ·
1924: Fidel LaBarba ·
1928: Antal Kocsis ·
1932: István Énekes ·
1936: Willi Kaiser ·
1948: Pascual Pérez ·
1952: Nathan Brooks ·
1956: Terence Spinks ·
1960: Gyula Török ·
1964: Fernando Atzori ·
1968: Ricardo Delgado ·
1972: Georgi Kostadinov ·
1976: Leo Randolph ·
1980: Petar Lesov ·
1984: Steve McCrory ·
1988: Kim Kwang-sun ·
1992: Choi Chol Su ·
1996: Maikro Romero ·
2000: Wijan Ponlid ·
2004: Yuriorkis Gamboa ·
2008: Somjit Jongjohor ·
2012: Robeisy Ramírez ·
2016: Sjachobidin Zoirov ·
2020: Galal Yafai ·
2024: Hasanboy Doesmatov
1904: Oliver Kirk ·
1908: Henry Thomas ·
1920: Clarence Walker ·
1924: William Smith ·
1928: Vittorio Tamagnini ·
1932: Horace Gwynne ·
1936: Ulderico Sergo ·
1948: Tibor Csík ·
1952: Pentti Hämäläinen ·
1956: Wolfgang Behrendt ·
1960: Oleg Grigorjev ·
1964: Takao Sakurai ·
1968: Valerian Sokolov ·
1972: Orlando Martínez ·
1976: Gu Yong-Ju ·
1980: Juan Bautista Hernández Pérez ·
1984: Maurizio Stecca ·
1988: Kennedy McKinney ·
1992: Joel Casamayor Johnson ·
1996: István Kovács ·
2000: Guillermo Rigondeaux ·
2004: Guillermo Rigondeaux ·
2008: Enkhbatyn Badar-Uugan ·
2012: Luke Campbell ·
2016: Robeisy Ramírez